# Праведник (фильм)
«Пра́ведник» — российская военно-историческая драма 2023 года режиссёра Сергея Урсуляка с Александром Яценко, Сергеем Маковецким, Марком Эйдельштейном, Любовью Константиновой, Чулпан Хаматовой и Евгением Ткачуком в главных ролях. Стала лауреатом кинопремий «Золотой орёл» и «Ника» в ряде номинаций.

## Сюжет
Сценарий основан на реальных событиях. Действие фильма происходит в 1942 году, во время Великой Отечественной войны. Офицер Красной армии Николай Киселёв получает приказ вывести с оккупированных вермахтом земель за линию фронта более 200 евреев. Его миссия заканчивается успехом, несмотря на возникающие в пути многочисленные трудности. Важную роль в сюжете играет история любви русского партизана Ферзя и еврейки Товы: они заключают брак по иудейскому обычаю, но Това погибает в перестрелке.
Параллельно развивается сюжетная линия, действие которой происходит в 2005 году в Израиле. Центр памяти жертв Холокоста собирает данные о давно умершем Николае Киселёве, чтобы его признали Праведником мира. Есть только один живой свидетель, но он отказывается рассказывать о событиях 1942 года, и только в финале становятся понятны его мотивы.

## В ролях
- Александр Яценко — капитан Киселёв, офицер Красной армии
- Марк Эйдельштейн — Моше Таль
- Любовь Константинова — Анна Сиротина
- Евгений Ткачук — «Ферзь» (Никишин)
- Сергей Маковецкий — Рувим Янкель
- Фёдор Добронравов — Воронянский, командир партизанской бригады «Народные мстители»
- Константин Хабенский — Авигдор, отец Моше Таля
- Чулпан Хаматова — Рита, мать Моше Таля
- Юлия Витрук — Люба
- Максим Севриновский — Абба Ровнер
- Наталья Савченко — Нехама
- Мария Золотухина — Това Липницкая[4]
- Рональд Пелин — Йони Гершман
- Николай Бутенин — Рогов, особист
- Ильдус Абрахманов — Хабиров, партизан
- Дитмар Кениг — Эрнст Рудольф Шмюкер, гауптштурмфюрер СС
- Иван Дергачёв — «Конёк»
- Владимир Комаров — Барух
- Дарья Коныжева — Дина Таль
- Дов (Довале) Гликман[англ.] — Моше Таль в зрелости
- Виктор Ланберг — Исаак Нойман
- Каролина Хубер — Грета Нойман
- Александр Бухаров — Косой, начальник особого отдела
- Евгений Муравич — Анцль, врач
- Андрей Голиков — ребе Бакшт
- Игорь Ларин — еврей из гетто

## Создание и релиз
Режиссёром фильма стал Сергей Урсуляк, главную роль получил Александр Яценко, сценарий написал Геннадий Островский. Производством занимались компании «Централ Партнершип», «ТРИТЭ» и «ВайТ Медиа», а также телеканал «Россия 1». Фильм получил государственное финансирование. Съёмки проходили в 2022 году в России, Беларуси и Израиле, причём в массовых сценах участвовали до 400 человек. Первый трейлер к фильму вышел на официальном YouTube-канале «Централ Партнершип» 12 января 2023 года.
8 февраля 2023 года в московском кинотеатре «Октябрь» состоялась премьера. 16 февраля фильм вышел в театральный прокат, 30 марта 2023 года появился в видеосервисе «Wink» и в онлайн-кинотеатре «Иви».
В сентябре 2023 года на Московском еврейском кинофестивале «Праведник» стал лауреатом Приза имени Якова Каллера как «лучший российский фильм 2023 года на еврейскую тематику». Он получил премию «Золотой орёл» в номинациях «Лучшая режиссерская работа» (Сергей Урсуляк), «Лучшая мужская роль в кино» (Александр Яценко), «Лучшая мужская роль второго плана» (Евгений Ткачук) и «Лучшая операторская работа» (Михаил Милашин), в 2024 году стал лауреатом XXXVII Национальной кинопремии «Ника» в номинациях «Лучший игровой фильм. Лучшая режиссерская работа» (Сергей Урсуляк), «Лучшая мужская роль» (Александр Яценко), «Лучшая работа режиссёра монтажа» (Маргарита Смирнова) и «Лучшая операторская работа» (Михаил Милашин).